# Spartacus (film, 1953)
Pour les articles homonymes, voir Spartacus (homonymie).
Pour plus de détails, voir Fiche technique et Distribution.
Spartacus (Spartaco) est un film franco-italien réalisé en 1952 par Riccardo Freda, sorti en salles en 1953.

## Synopsis
Vers 75 av. J.-C., les Romains ont conquis la Thrace et ramènent à Rome des prisonniers, dont Amitys, fille d'un chef thrace tué, et Spartacus. Celui-ci est envoyé dans une école de gladiateurs. Il s'en évade avec plusieurs compagnons d'infortune, emmenant avec lui Amitys dont il s'est épris, et bientôt conduit une révolte d'esclaves contre les Romains...

## Fiche technique
Sauf indication contraire, les informations mentionnées dans cette section peuvent être confirmées par la base de données cinématographiques Unifrance,  présente dans la section « Liens externes ».
- Titre français : Spartacus[1]
- Titre original italien : Spartaco
- Réalisation : Riccardo Freda
- Scénario : Riccardo Freda (non crédité à ce titre), Jean Ferry, Gino Visentini et Marie Bory, d'après une histoire de cette dernière
- Photographie : Gábor Pogány
- Musique (et direction musicale) : Renzo Rossellini
- Directeur artistique : Franco Lolli
- Costumes : Dina Di Bari
- Montage : Mario Serandrei
- Producteur : Carlo Caiano, pour Associati Produttori Indipendenti Film (API Film), Corsorzio Spartaco (Rome) et Rialto Films (Paris)
- Pays de production :  Italie -  France
- Langue originale : italien
- Genre : Film historique / Péplum
- Format : Noir et blanc
- Durée : 
  - Italie : 103 min.
  - France : 95 min.
- Dates de sorties : 
  - Italie : 28 janvier 1953
  - France : 14 août 1953

## Distribution
- Massimo Girotti : Spartacus
- Ludmila Tcherina (créditée Ludmilla Tcherina) : Amitys
- Yves Vincent : Ocnomas, le lieutenant de Spartacus
- Gianna Maria Canale (VF : Claire Guibert) : Sabina Crassus
- Carlo Ninchi : Marcus Licinius Crassus
- Vittorio Sanipoli : Marcus Virilius Rufus
- Carlo Giustini : Artorige
- Umberto Silvestri : Letulus
- Teresa Franchini : La mère de Spartacus
- Et Nerio Bernardi, Cesare Bettarini

## Critique et analyse
L'histoire authentique de Spartacus a fait l'objet de plusieurs adaptations au cinéma. Si la plus connue est le film réalisé par Stanley Kubrick en 1960, sous le même titre de Spartacus, cette version antérieure de Riccardo Freda ne démérite pas. N'oublions pas que le cinéma italien avait alors une longue tradition du film historique remontant à l'époque du muet, tels Cabiria (1914) de Giovanni Pastrone, Scipion l'Africain (1937) de Carmine Gallone, et même un Spartacus des années 1910 aujourd'hui tombé dans l'oubli. Massimo Girotti est très convaincant dans cette mise en scène, somme toute réussie.
De notables différences de scénario existent entre les deux films, Kubrick faisant l'impasse totale sur le passé de décurion de Spartacus, alors que Riccardo Freda fait mourir le héros sur le champ de bataille et non crucifié sur la via Appia. Il donne aussi une part très importante aux relations sentimentales romancées et totalement improbables de Spartacus avec Sabine, la fille de Crassus. Cependant, dans les deux adaptations, « l'homosexualité, très présente dans le roman d'Howard Fast, est gommée de cette parabole antique et virile sur la lutte de classes, à la sortie, la seule scène équivoque (dans le film de Kubrick) fut censurée »
Le film a aussi eu des ennuis avec la censure, encore mussolinienne, en ce qu’il montrait des aspects peu reluisants de la brutalité romaine.
D'après Jean-François Rauger, Spartacus est « une lecture absolument transparente du dilemme qu'a eu le parti communiste italien à la Libération de savoir s'il fallait marcher sur Rome ou bien déposer les armes. Et puis, Staline a décidé qu'ils déposeraient les armes, donc ils ont déposé les armes. C'est vraiment une métaphore de ça, le Spartacus de Freda ».
Rauger raconte également que les producteurs du Spartacus de Stanley Kubrick ont tenté de détruire le négatif du Spartacus de Freda pour que disparaissent toutes traces d'un Spartacus antérieur à celui que filmera Kubrick.